# Урош Умек
Урош Умек, познатији као Умек (рођен 16. маја 1976. у Љубљани), је композитор и словеначки ди-џеј.
Умек је пионир електронске музике у Словенији и том музиком је почео да се бави 1993. године. Објавио је велик број ЕП-а и има репутацију иноватора. Године 2007. је био на 29. мјесту на списку 100 најбољих ди-џејева свијета који је објавио часопис DJ Magazine
Умек је власник двије издавачке куће - Consumer recreation и Recycled loops.

## Изабрана дискографија
-{
- Umek: Urtoxen EP - Black Nation (1998)
- Umek: Lanicor - Consumer recreation (1999)
- Umek: Diflevon EP - CLR (1999)
- Umek: Gluerenorm EP -Spiel-Zeug Schallplatten (2000)
- Umek: Oranozol - Jericho (2001)
- Mumps: Mechanisms M-P - Tortured Records (2001)
- Umek: Gatex - Magik Musik (2002)
- Umek: Tikonal - NovaMute (2002)
- Umek: Neuro - Tehnika (2002)
- Umek: The Exorcisor - Recycled Loops (2003)
- Umek: Disconautiks 1 - STX Records (2004)
- Umek: Zulu Samurai - Recon Warriors (2004)
- Umek: Another Matter Entirely - Jesus Loved You (2006)
- Umek: I Am Ready EP - Astrodisco (2006)
- Umek: Overtake And Command - CodeX (2006)
- Umek: Akul - Audiomatique (2006)
- Umek: Posing as me - Earresistible Musick (2006)
- Umek: Carbon Occasions - Earresistible Musick (2007)
- Umek: Pint this Story - Manual (2007)
- Umek & I turk : Anxious On Demand - Confused Recordings (2007)}-

## Ремикси
-{
- Ben Long: RMX Umek Potential 5
- Space DJ'z: RMX Umek Potential 6
- La Monde vs. Levatine: RMX Umek Monoid 21
- Jamie Bissmire & Ben Long: Ground 8
- Lucca: Mirrage / Umek rmx - Acapulco records
- Laibach: Tanz Mit Laibach - Umek Rmx (Novamute)
- Depeche Mode: I feel Loved - Umek remix (NovaMute, Pias)
- Nathan Fake: Outhouse - Umek Astrodisco rmx (Recycled Loops)
- Julian Jeweil: Air Conditionne - Umek remix (Skryptom)}-